# Påskbergsvallen
Der Påskbergsvallen (durch Sponsoringvertrag von 2020 bis 2022 Varberg Energi Arena) ist ein Fußballstadion mit Leichtathletikanlage in der schwedischen Stadt Varberg, Hallands län, im Südwesten des Landes. Es bietet 4575 Zuschauern Platz. Im Stadion kann seit 2020 bargeldlos gezahlt werden. Die Fußballvereine Varbergs BoIS und Varbergs GIF nutzen sie für ihre Heimspiele.

## Geschichte
Der Påskbergsvallen wurde am 2. Juli 1925 von Gustav V., König von Schweden, eröffnet. Er war anwesend, weil am selben Tag der Längstwellensender Grimeton in Grimeton, Gemeinde Varberg, eingeweiht wurde. Es verfügt jeweils über eine überdachte Haupt- und Gegentribüne. Die mit Sitzschalen ausgestattete Haupttribüne erstreckt sich nur über einen Teil der Hauptgerade, daneben sowie in den unüberdachten Kurven gibt es weder eine Tribüne noch einen aufgeschütteten Hang. Rund um das als Spielfläche genutzte Naturrasenrechteck verläuft eine als Leichtathletikanlage. Neben dem Stadion befinden sich drei weitere Spielfelder sowie zwei Kleinfelder, zudem liegt die Mehrzweckhalle Arena Varberg nördlich des Påskbergsvallen. Die Anlage liegt südöstlich des Stadtkerns von Varberg im Osten des Stadtteils Mariedal. 2012 wurde das Stadion den Anforderungen der Superettan, inklusive Flutlichtanlage, angepasst.
Ende März 2020 wurde die Anlage in Varberg Energi Arena umbenannt. Mit der Umbenennung wurden auch Renovierungsarbeiten, nach dem Aufstieg in die Allsvenskan 2020, für 40 Mio. SEK (rund 3,9 Mio. €) beschlossen. 2022 endete die Partnerschaft. Im April 2023 wurde die Renovierung abgeschlossen.

## Tribünen
Gesamtkapazität: 4575
- Haupttribüne, Bereiche A–G, mit Sitzgelegenheiten – 1073 Sitzplätze
- Sparbanksläktaren, Abschnitte H–L, mit Sitzplätzen – 1963 Sitzplätze, davon 10 barrierefrei.
- Auswärtsbereich, Bereich M – 1000 Sitzplätze.
- Ebenerdige Tribüne, Abschnitte N, P und Q – 539 Sitzplätze